# 訃報 1996年2月
訃報 1996年2月（ふほう 1996ねん2がつ）では、1996年（平成8年）2月中に物故した、又は物故が報じられた人物についてまとめる。

## （1日 - 15日）

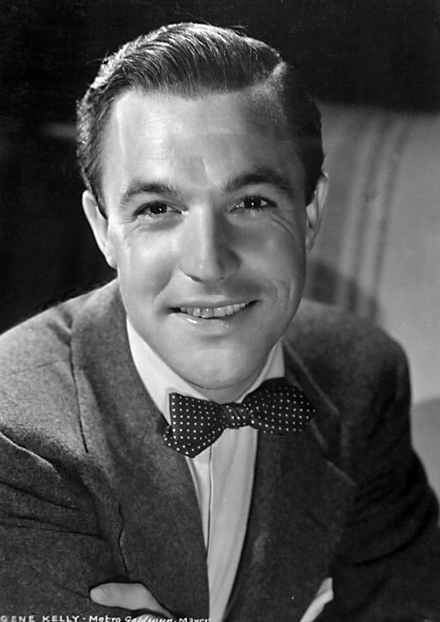
ジーン・ケリー / 2月2日没

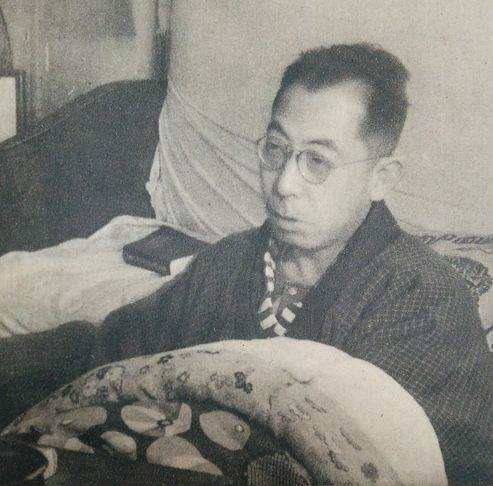
小国英雄 / 2月5日没

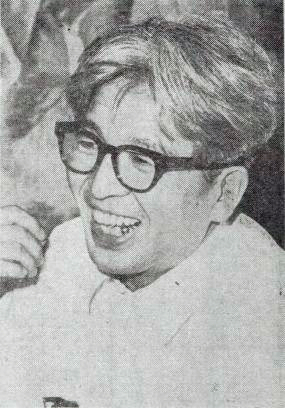
司馬遼太郎 / 2月12日没

- 2月2日 - ジーン・ケリー、俳優（* 1912年）
- 2月4日 - 福岡正剛、俳優（* 1929年）
- 2月5日 - 小国英雄、脚本家・映画監督（* 1904年）
- 2月5日 - 小西四郎、歴史学者（* 1912年）
- 2月5日 - 大野明、政治家、元運輸大臣・労働大臣（* 1928年）
- 2月6日 - 山城彬成、実業家（* 1923年）
- 2月7日 - ボリス・チャイコフスキー、作曲家（* 1925年）
- 2月10日 - 山田精吾、労働運動家（* 1930年）
- 2月12日 - 司馬遼太郎、小説家（* 1923年）

## （16日 - 29日）

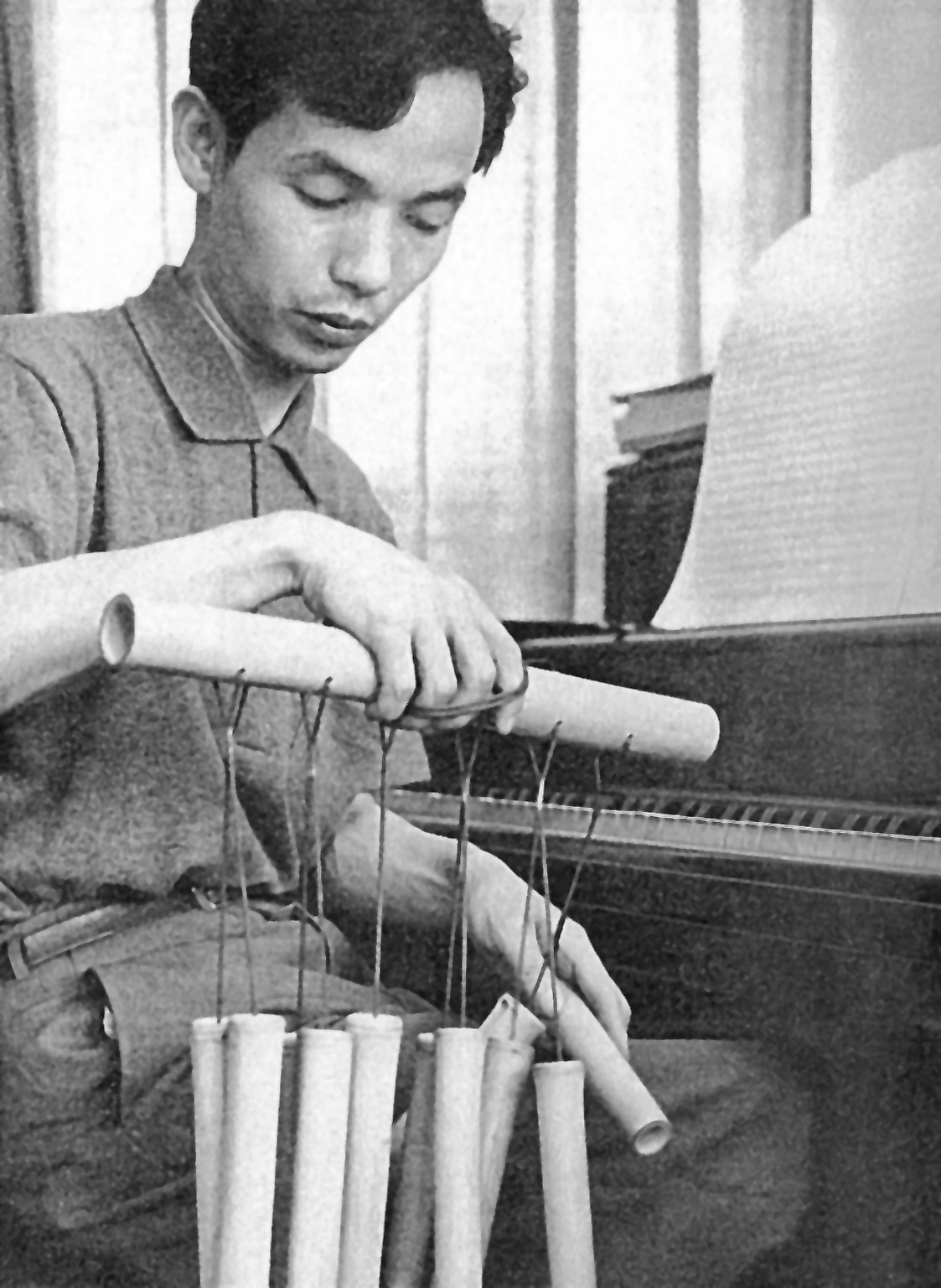
武満徹 / 2月20日没

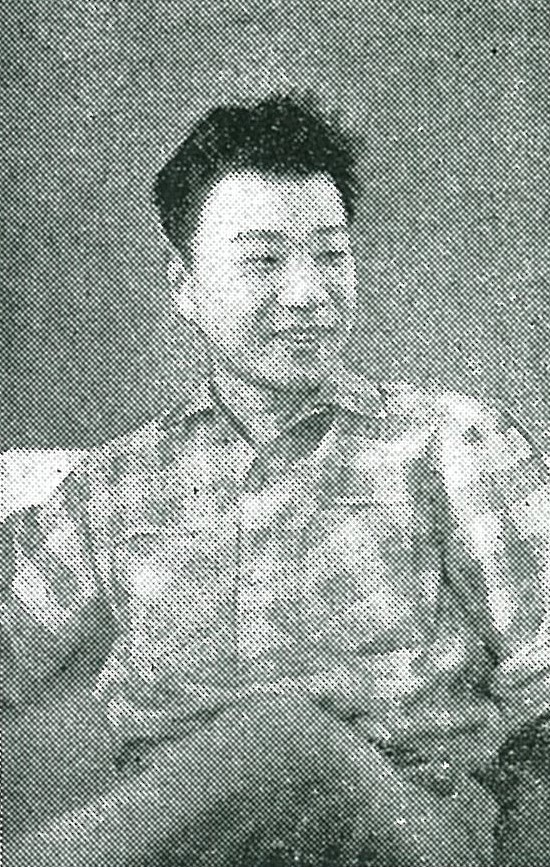
大藪春彦 / 2月26日没

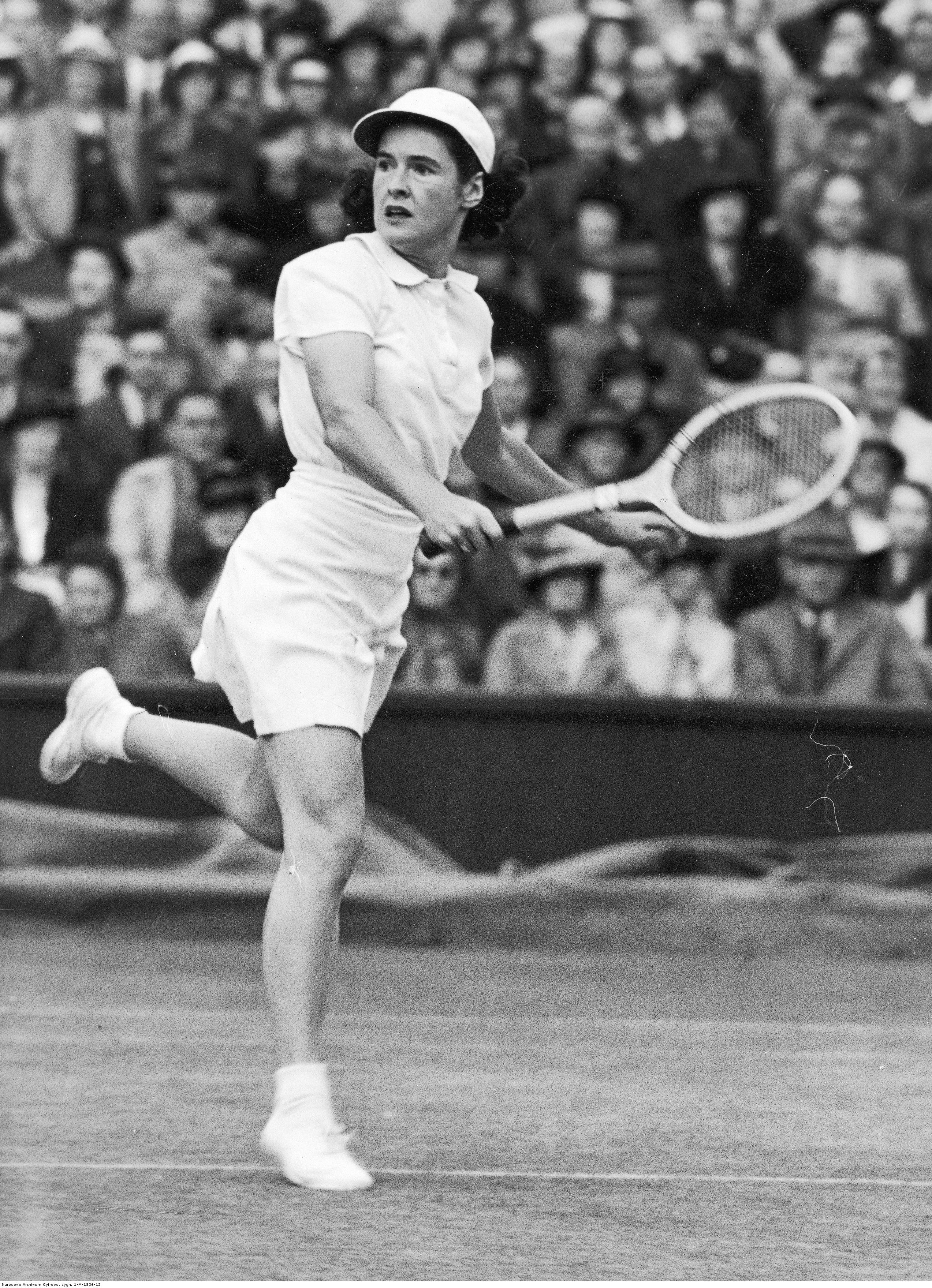
サラ・ポールフリー / 2月27日没

- 2月16日 - ブラウニー・マギー、アメリカ合衆国のブルース歌手、ギタリスト（* 1915年）
- 2月16日 - 山本幸一、政治家（* 1910年）
- 2月18日 - 内田鐡衛、株式会社コロナ創業者（* 1904年）
- 2月19日 - チャーリー・O・フィンリー、メジャーリーグ球団オーナー（* 1918年）
- 2月20日 - 武満徹、作曲家（* 1930年）
- 2月23日 - 小坂徳三郎、実業家・政治家（* 1916年）
- 2月26日 - ミェチスワフ・ヴァインベルク、作曲家（* 1919年）
- 2月26日 - 大藪春彦、小説家（* 1935年）
- 2月27日 - 稲垣史生、時代考証家・歴史小説家（* 1912年）
- 2月27日 - サラ・ポールフリー、テニス選手（* 1912年）